# Myriocladus neblinaensis
Myriocladus neblinaensis är en gräsart som beskrevs av Jason Richard Swallen. Myriocladus neblinaensis ingår i släktet Myriocladus och familjen gräs. Inga underarter finns listade i Catalogue of Life.